# Murininae
Murininae är en underfamilj i familjen läderlappar som i sin tur tillhör ordningen fladdermöss. Underfamiljen utgörs av två släkten med tillsammans omkring 20 arter. De förekommer i östra, södra och sydöstra Asien samt i Australien.

## Kännetecken
Påfallande är arternas näsborrar som liknar korta rör. Ett liknande utseende finns hos fladdermöss bara i släktena Nyctimene och Paranyctimene som tillhör underordningen flyghundar. Pälsen är tjock och ullig. Ofta är även bakre extremiteter, vingarna och svansflyghuden täckt med många hår. Färgen är ofta grå eller brun men kan även vara gul- eller rödaktig. Individerna når en kroppslängd mellan 33 och 75 millimeter och därtill kommer en 30 till 55 millimeter lång svans. Vikten ligger mellan 3 och 20 gram.

## Levnadssätt
Det är inte mycket känt om deras levnadssätt. De vistas ofta i kulliga regioner och är som de flesta fladdermöss aktiva på natten. På dagen vilar mindre grupper gömd mellan löv, till exempel av kardemummaväxter, eller i grottor. Murininae flyger vanligen tätt över markytan. Som föda antas främst insekter.

## Systematik
Underfamiljen delas i släktena Murina och Harpiocephalus. Harpiocephalus är lite större och har massivare kindtänder. Wilson & Reeder (2005) skiljer mellan 19 arter:
- Harpiocephalus
  - H. harpia förekommer från nordöstra Indien och södra Kina till Moluckerna.
  - H. mordax är den största arten i underfamiljen och lever i Myanmar, Thailand samt på Borneo.
- Murina
  - M. aenea finns på Malackahalvön och Borneo.
  - M. aurata har en gulaktig päls. Den lever i södra Kina, norra Indien, Burma och Thailand.
  - M. cyclotis förekommer från Sri Lanka över Filippinerna till Små Sundaöarna.
  - M. florium finns från Sulawesi till Nya Guinea och i nordöstra Queensland.
  - M. fusca är endemisk för Manchuriet.
  - M. grisea lever bara i indiska delstaten Uttarakhand. Under de senaste 100 åren registrerades inga iakttagelser.
  - M. hilgendorfi finns i södra Sibirien, Kazakstan, norra Kina, Mongoliet, på Koreahalvön och i Japan.
  - M. huttoni har utbredningsområdet mellan norra Indien och Malaysia.
  - M. leucogaster lever i södra Sibirien, i Kina och Japan.
  - M. puta är endemisk för Taiwan.
  - M. rozendaali finns bara på Borneo.
  - M. ryukyuana har ett mindre utbredningsområde i Japan.
  - M. silvatica lever likaså i Japan.
  - M. suilla är med en vikt omkring 3 gram en av de minsta arterna. Den förekommer på Malackahalvön, Sumatra, Borneo och Java.
  - M. tenebrosa är bara känd från en enda individ som hittades på den japanska ögruppen Tsushima.
  - M. tubinaris har ett utbredningsområde mellan norra Pakistan och Vietnam.
  - M. ussuriensis lever i södra Sibirien, på Kurilerna, Sachalin och Koreahalvön.